# میشل کوان
میشل کوان (انگلیسی: Michelle Kwan؛ زادهٔ ۷ ژوئیهٔ ۱۹۸۰) اسکیت‌باز نمایشی اهل ایالات متحده آمریکا است.او در سال ۲۰۲۲ به عنوان سفیر آمریکا در کشور بلیز منصوب شد.
او در فیلم شاهزاده خانم یخی بازی کرده‌است.